# Ichneumon erythrurus
Ichneumon erythrurus är en stekelart som beskrevs av Maximilian Spinola 1843. Ichneumon erythrurus ingår i släktet Ichneumon och familjen brokparasitsteklar. Inga underarter finns listade i Catalogue of Life.